# ジョン・スミス (財務大臣)

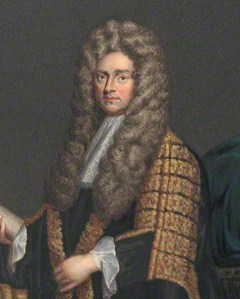
ジョン・スミス

ジョン・スミス（英語: John Smith、1656年 – 1723年10月2日）は、イギリスの政治家。1678年から1707年までイングランド庶民院議員を、1707年から1723年までグレートブリテン庶民院議員を務め、庶民院議長や財務大臣を歴任した。

## 生涯

### 初期の経歴

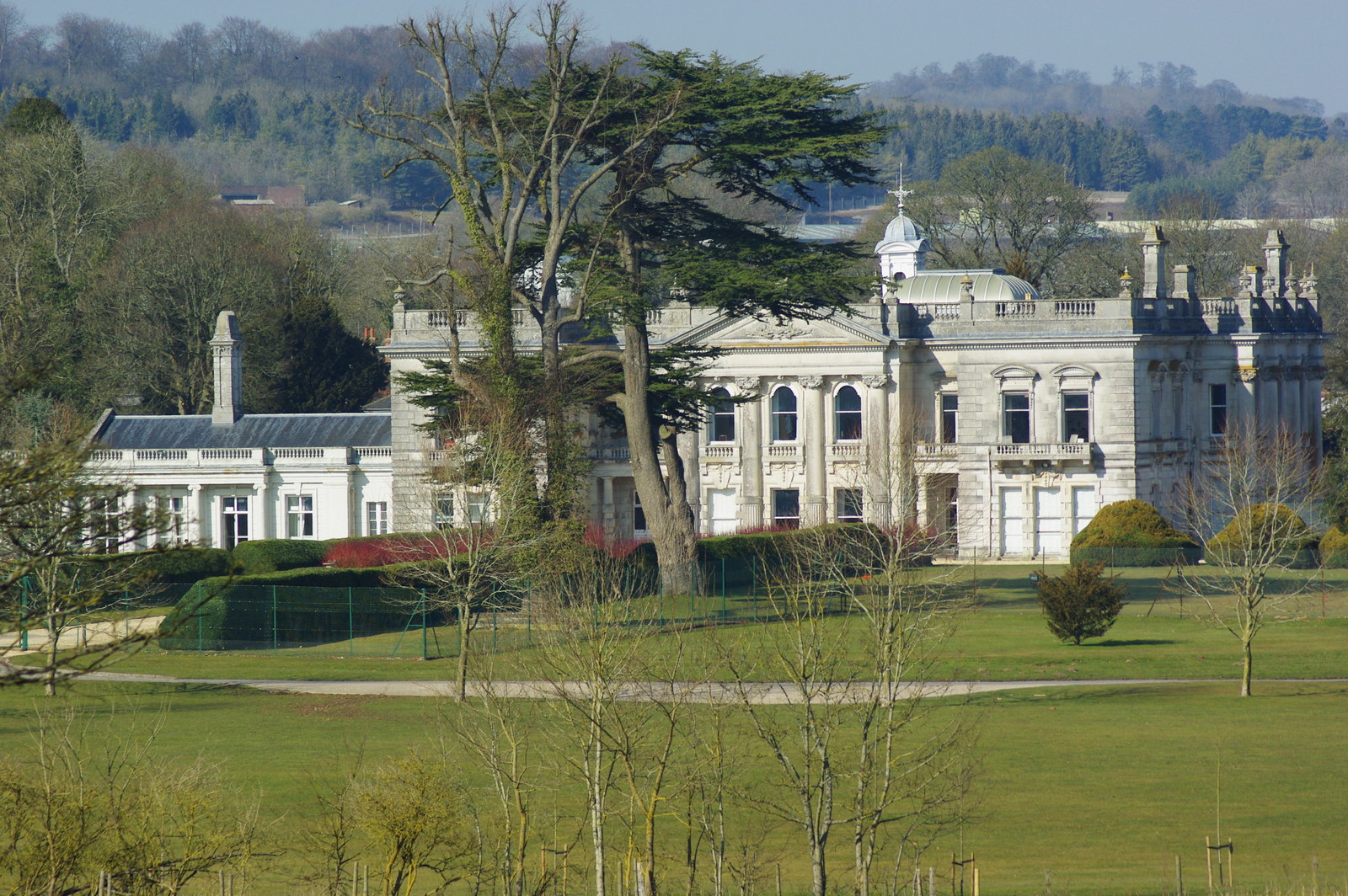
テッドワース・ハウス

テッドワース・ハウスのジョン・スミスとメアリー・ライト（Mary Wright、サー・エドマンド・ライトの娘）の四男（ただし、ジョン以外は全員成人せず）として生まれた。姉アンは庶民院議員でロンドン市長のサー・サミュエル・ダッシュウッドと結婚した。1672年5月18日にオックスフォード大学セント・ジョンズ・カレッジに入学、1674年にミドル・テンプルに入った。1679年9月1日、初代準男爵サー・ニコラス・スチュワードの娘アンと結婚したが、アンが1680年に死去した。1683年11月7日、第2代準男爵トマス・ストリックランドの娘アンと再婚した。1690年に父が死去すると遺産を継承、1692年には叔父トマス・スミスの財産も継承した。

### 政歴
スミスはホイッグ党所属で中道派であり、最初は1679年2月にラガーシャール選挙区で庶民院議員に当選したが、同年8月の選挙では敗れた。1681年イングランド総選挙でも立候補、2選挙区で当選したが、片方の代表となることを選ぶ前に議会が解散された。1689年、ラガーシャール選挙区で再び当選した。
1691年12月15日の補欠選挙でベア・アルストン選挙区の議員になり、1694年に下級大蔵卿に任命され、1695年5月23日に枢密顧問官に任命された。1695年イングランド総選挙と1698年イングランド総選挙ではアンドーヴァー選挙区から出馬して当選、1699年6月2日には財務大臣に任命された。1701年1月イングランド総選挙で再選したが、議会における勢力再編を受けて1701年3月27日に財務大臣を辞任した。続く1701年11月イングランド総選挙、1702年イングランド総選挙、1705年イングランド総選挙で再選を果たし、1705年の選挙の後に庶民院議長に選出された。1706年にはスコットランドとの合同交渉を担当するイングランド代表の1人になった。1707年合同法の成立に伴い、スミスはイングランド庶民院最後の議長で、グレートブリテン庶民院最初の議長となった。1708年イギリス総選挙で再選した後、1708年4月22日に財務大臣に任命されるとともに庶民院議長を辞任した。その後、議会解散に伴い1710年8月11日に財務大臣を辞任、1710年イギリス総選挙で再選した後に財務省出納官に任命された。1713年イギリス総選挙では自身が政府の統制下に置かれているとの指摘に怒り立候補しなかった。1714年、財務省出納官に再任、以降1723年に死去するまで務めた。
1715年イギリス総選挙と1722年イギリス総選挙ではイースト・ロウ選挙区で当選したが、財務省出納官の官職以外は一議員として活動し、大臣職につくことはなかった。

### 死去
1723年10月2日に死去、サウス・ティッドワースの旧教会に埋葬された。2人目の妻との間でメアリー、アン、トマスなど4男3女をもうけており、うち長男トマスはホイッグ党所属の庶民院議員になった。